# Quebradeiras de coco babaçu

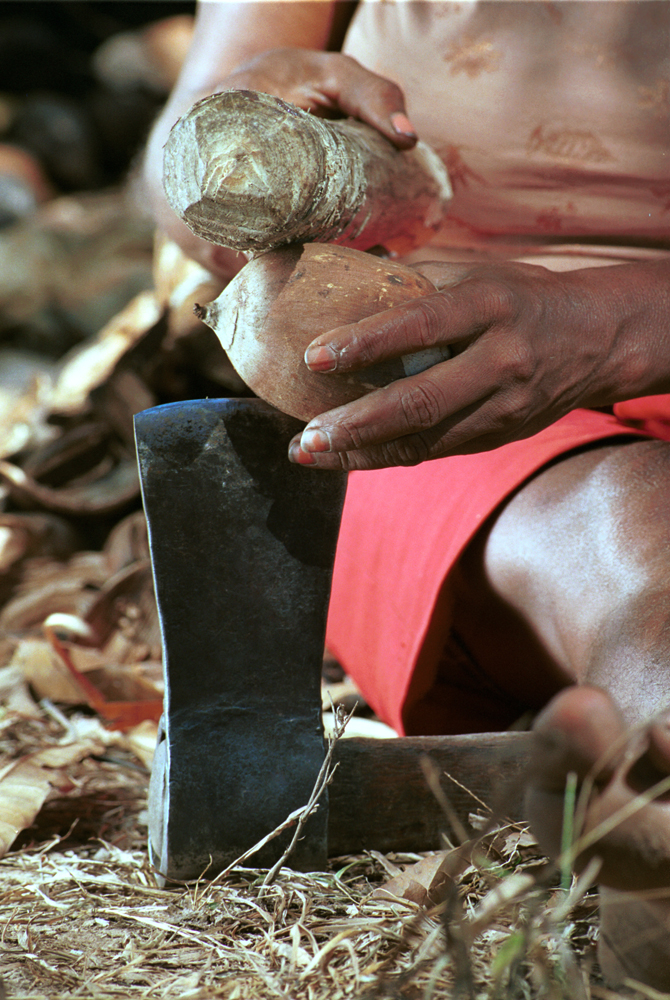
Mulher quebrando coco com pedra e machadinha

As quebradeiras de coco babaçu são grupos formados por mulheres de comunidades tradicionalmente extrativistas do estado do Maranhão, Tocantins, Pará e Piauí.
Dispersas pelas áreas de ocorrência da palmeira babaçu, as quebradeiras desenvolveram modos peculiares de manejo da terra, além de um código próprio de organização de sua atividade. Possuem como fonte de renda familiar principal ou secundária a coleta e quebra do fruto do babaçueiro, a fim de separar a amêndoa da casca.
A semente do coco babaçu é oleaginosa, sendo utilizada como matéria prima para diversos produtos manufaturados, além de servirem de alimento para as quebradeiras e suas famílias.
Da folha dessa palmeira, que pode chegar a 20 metros de altura e tem inflorescência em cachos, faz-se telhado para as casas, cestas e outros objetos artesanais; do caule, adubo e estrutura de construções; da casca do coco produz-se carvão para fazer o fogo, e, do seu mesocarpo, o mingau usado na nutrição infantil; da amêndoa obtêm-se o óleo, empregado sobretudo na alimentação mas também como combustível e lubrificante, e na fabricação de sabão.
A coleta e quebra do fruto é feita geralmente por mulheres, que saem juntas para colher o coco. A quebra é feita de forma artesanal, realizada com uma pedra e uma machadinha, extraindo de 4 a 5 amêndoas do coco.
Estima-se que 1 milhão de quebradores de babaçu vivam nos estados em que ocorre a existência da palmeira.
Em 2007, as quebradeiras foram reconhecidos oficialmente como um povo tradicional, enquadrando-se na política de desenvolvimento sustentável das comunidades tradicionais (PNPCT).
A Constituição do estado do Maranhão garante a proteção dos babaçuais como fonte de renda do trabalhador rural, sendo assegurada a sua exploração em terras públicas.

## Movimento interestadual
Movimento Interestadual das Quebradeiras de Coco Babaçu (MIQCB). Os babaçuais, como são conhecidas as áreas maranhenses de ocorrência do babaçu, têm sido tradicionalmente encarados como áreas de usufruto coletivo, ainda que a propriedade da terra pertença a particulares. No entanto, o aprofundamento da concentração fundiária em tempos atuais vem representando uma ameaça ao modo de vida tradicional das quebradeiras.
Neste caso, muitos proprietários cobravam diversas rendas para autorizar que elas continuem suas atividades de cata do coco, tendo que dividir parte de seu ganho.

Houve um crescente cercamento e privatização dos campos, e as grandes fazendas passaram a desbastar as áreas de palmeiras para implantar os campos e pastos da pecuária leiteira e de corte. Em seguida vieram as monoculturas da soja e arroz, impedindo o acesso das quebradeiras aos babaçuais.

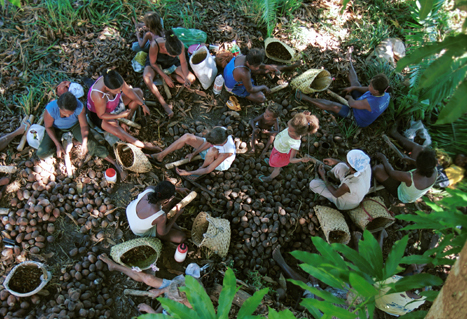
Mulheres reunidas para quebrar os cocos recolhidos

Em resposta, grupos organizados de quebradeiras vêm se articulando na defesa de seu modo de vida, engendrando cooperativas e outras medidas protetivas. Por meio do Movimento Interestadual das Quebradeiras de Coco Babaçu (MIQCB), lideranças rurais ligadas ao extrativismo do babaçu vêm lutando pelo reconhecimento de seus direitos ao usufruto dos babaçuais.
Uma dessas iniciativas refere-se aos projetos de lei Babaçu Livre, em discussão em várias municípios de ocorrência das matas de babaçu. Também foram constituídas associações e cooperativas para beneficiamento das amêndoas e para ganharem mais força na negociação do produto, com parte das vendas destinadas ao mercado externo.

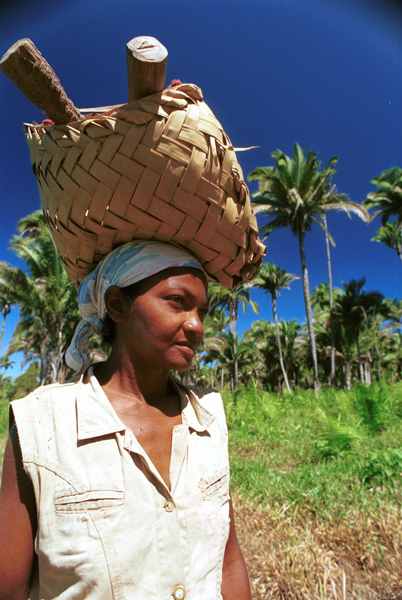
Quebradeira de coco no Tocantins

### Leis do Babaçu Livre
A Constituição do Maranhão garante a proteção dos babaçuais como fonte de renda do trabalhador rural, sendo assegurada a sua exploração em terras públicas e devolutas.
Art. 196 – Os babaçuais serão utilizados na forma da lei, dentro de condições que assegurem a sua preservação natural e do meio ambiente, e como fonte de renda do trabalhador rural.
Parágrafo único – Nas terras públicas e devolutas do Estado assegurar-se-á a exploração dos babaçuais em regime de economia familiar e comunitária.
Antes disso, na lei estadual 4734/86, apesar de não constar a previsão legal do livre acesso às comunidades de quebradeiras de coco babaçu, instituiu-se a proibição da derrubada das palmeiras.
As leis do Babaçu Livre garantem às quebradeiras de coco do município e às suas famílias o direito de livre acesso e de uso comunitário dos babaçus (mesmo quando dentro de propriedades privadas), além de impor restrições significativas à derrubada da palmeira.
Lago do Junco foi o primeiro município do Maranhão que contou com uma lei do babaçu livre, em 1997. A cidade se localiza na região central do Maranhão, na qual se encontra a região dos cocais, área mais abundante de palmeiras de babaçu.
No total, 13 cidades de três estados também editaram leis municipais com base no livre acesso aos babaçuais: Lei n. 05/97 e Lei n. 01/2002 de Lago do Junco, Lei n. 32/99 de Lago dos Rodrigues, Lei n. 255/99 de Esperantinópolis, Lei n. 319/2001 de São Luiz Gonzaga, Lei n. 1.084/2003 de Imperatriz, Lei n. 466/2003 de Lima Campos, Lei n. 52/2005 de São José dos Basílios, Lei n. 01/2005 de Cidelândia, Lei n. 1.137/2005 de Pedreiras, dentre outras.
Existem projetos de lei Babaçu Livre a nível federal e estadual.
Também foram criadas unidades de conservação para preservar o modo de vida das quebradeiras de coco, como a Reserva Extrativista Quilombo do Flechal, Reserva Extrativista Chapada Limpa, Reserva Extrativista da Mata Grande, a Reserva Extrativista do Ciriaco.
Apesar disso, as quebradeiras de coco babaçu ainda enfrentam diversas dificuldades, como a restrição do acesso às terras, a destruição dos babaçuais, conflitos rurais e vulnerabilidade socioeconômica.

## Reconhecimento
Em 2007, os povos tradicionais, entre eles a quebradeira, foram reconhecidas pelo Governo do Brasil, que através da política nacional de desenvolvimento sustentável dessas comunidades (PNPCT), ampliou o reconhecimento feito parcialmente na Constituição de 1988, agregando aos indígenas e aos quilombolas outros povos tradicionais, a saber: geraizeiro, ribeirinho, caiçara, castanheira, catador de mangaba, retireiro, cigano, cipozeiro, extrativista, faxinalense, fecho de pasto, geraizeiro, ilhéu, isqueiro, morroquiano, pantaneiro, pescador artesanal, piaçaveiro, pomerano, terreiro, seringueiro, vazanteiro e, veredeiro. Aqueles que mantêm um modo de vida primordial, intimamente ligado aos recursos naturais e ao meio ambiente em que vivem.

Assim, todas as políticas públicas decorrentes da PNPCT beneficiarão oficialmente o conjunto das populações tradicionais.